# Lloyd Jones
Lloyd Jones (* 23. března 1955 Lower Hutt) je novozélandský spisovatel. Jeho román Pan Pip z roku 2006 obdržel cenu Commonwealth Writers' Prize.

## Život
Narodil se na Severním ostrově. Studia politických věd na Victoria University of Wellington nedokončil. V roce 2009 ale obdržel na této škole čestný doktorát.
Jeho bratrem je bývalý novozélandský politik Sir Robert Edward Jones.

## Dílo
V roce 1988 obdržel stipendium Katherine Mansfield Memorial Fellowship. První knížku povídek vydal v roce 1991.
V roce 1994 byl spoluautorem výstavy Novozélandská sobota (New Zealand Saturday) n Národní knihovně ve Wellingtonu. Na této výstavě spolupracoval s fotografem Bruce Fosterem.
V roce 2003 uvedlo divadlo Wellington's Downstage Theatre divadelní adaptaci jeho románu Kniha slávy (The Book of Fame).
V roce 2007 obdržel cenu Commonwealth Writers' Prize za román Pan Pip (Mister Pip). Kniha byla rovněž v užším výběru ceny Man Booker Prize za rok 2007. Ve stejném roce obdržel stipendium jako spisovatel - rezident v Berlíně.

## Spisy
- Seznam děl v Souborném katalogu ČR, jejichž autorem nebo tématem je Lloyd Jones
- Gilmore's Dairy (1985)
- Splinter (1988)
- Swimming to Australia, and Other Stories (1991)
- Biografi: An Albanian Quest (1993)
- This House Has Three Walls (1997)
- Choo Woo (1998)
- Book of Fame (2000)
- Here at the End of the World We Learn to Dance (2002)
- Napoleon and the Chicken Farmer (2003)
- Paint Your Wife (2004)
- Mister Pip (Pan Pip, 2006) – román se odehrává na pozadí občanské války na ostrově Bougainville v roce 1990. Domorodá dvanáctiletá dívka Matilda je fascinována Dickensovým románem Nadějné vyhlídky, ze kterého čte dětem jejich bělošský učitel pan Watts. Román byl oceněn cenou Commonwealth Writers' Prize za nejlepší knihu. Dále byl kandidován na cenu Man Booker Prize za rok 2007. Český překlad: Ladislav Šenkyřík, Praha : Odeon, 2008, ISBN 978-80-207-1285-1. Román byl zpracován v Českém rozhlasu jako četba na pokračování; četla: Apolena Veldová, režie: Aleš Vrzák[1]
- Hand Me Down World (2010)
- The Man in the Shed (2011)